# サミーア・アームストロング
サミーア・アームストロング（Samaire Armstrong、1980年10月31日 - ）は、アメリカ合衆国の女優、ファッションデザイナー。サミーラ、サマイアと表記される事もある。

## プロフィール
父親はスコットランド人の武道家、母親はイタリア人。両親の仕事の都合で東京都で生まれ、ハワイ州やアリゾナなど各地を転々としており、現在はロサンゼルスに住んでいる。
高校・大学時代は演劇部に所属し、卒業後本格的に女優業を始めた。『The O.C.』のアンナ役で注目されるようになる。
個性的なファッションセンスを持っており、自分で服をデザインしたり作ったりするのが好きで『NARU』というブランドも持っている。このブランド名は日本語の「成る」という言葉から。
2012年12月16日、男児を出産。

## 主な出演作品

### テレビドラマ
- X-ファイル X-Files （2001）（第9シーズン#187）
- ER緊急救命室 ER （2002）（第7シーズン#19）
- フリークス学園 FREAKS AND GEEKS （2002）（#12・17）
- The O.C. The O.C. （2003 - 2006） - アンナ・スターン 役
- アントラージュ★オレたちのハリウッド Entourage （2004 - 2005） - エミリー 役
- NUMBERS 天才数学者の事件ファイル　(2005) (第2シーズン エピソード3) - スカイラー 役
- ダーティ・セクシー・マネー Dirty Sexy Money （2007 - 2009） - ジュリエット・ダーリング 役
- よみがえり〜レザレクション〜 Resurrection （2014） - エレイン・リチャーズ 役
- メンタリスト (2012) (s4/e-8 e-11 e-14 e-18　s5/e-10) - サマー 役
- エージェント・カーター Agent Carter （2016） - ウィルマ・カリー 役

### 映画
- あるあるティーン・ムービー Not Another Teen Movie （2001） - カラ・フラテッリ 役
- ラッキー・ガール Just My Luck  （2006） - マギー 役
- DEATH GAME デス・ゲーム stay alive  （2006） - アビゲイル 役
- ブラッド Rise：Blood Hunter （2007） - ジェニー 役
- It's a Boy Girl Thing （2007）
- Around （2008）
- The Last Harbor （2011）
- 5 Souls （2011）

### ミュージックビデオ
- ダニエル・パウター - バッド・デイ〜ついてない日の応援歌（2005）